# Camila Valbuena
Camila Andrea Valbuena Roa (Bogotá, 18 de febrero de 1997) es una ciclista colombiana de pista y ruta. Desde 2025 corre para el equipo colombiano Just Cycling Viem Team de categoría amateur.

## Trayectoria en categorías menores
Camila Valbuena, se ha destacado tanto en pista como en ruta. Como ciclista prejuvenil, obtuvo en el 2013 la victoria en el Campeonato Nacional de Colombia ciclismo en contrarreloj individual.
En 2014, ya como ciclista juvenil, obtiene su primer gran triunfo internacional al coronarse como campeona en la Carrera por puntos en el Campeonato del Mundo de Pista celebrado en Gwangmyeong, Corea del Sur y tres medallas en el Campeonato Panamericano de Ciclismo en Pista en categoría juvenil con Oro en la ruta en contrarreloj individual y Oro en las pruebas de pista de Persecución individual y Carrera por puntos. Así mismo se impone de nuevo en el Campeonato Nacional de Colombia ciclismo en contrarreloj individual.
En 2015, aún en la categoría juvenil, obtiene 5 medallas en el Campeonato Panamericano de Ciclismo con 2 medallas en ruta, una de Oro en contrarreloj individual y plata en la prueba de fondo en ruta, así como 3 medallas en pista con Oro en Persecución individual, Plata en Persecución por equipos y Bronce en la Carrera por puntos.

## Palmarés

### Pista
| 2014 - Campeonato de Colombia de Ciclismo en Pista - Oro en Persecución por equipos (junto con Milena Salcedo, Laura Lozano y Angie Guzmán) 2015 - Campeonato de Colombia de Ciclismo en Pista - Oro en Persecución por equipos (junto con Jessica Parra, Milena Salcedo, y Angie Guzmán) 2016 - Campeonato de Colombia de Ciclismo en Pista - Oro en Persecución por equipos (junto con Jessica Parra, Milena Salcedo, y Tatiana Dueñas) | 2017 - Campeonato de Colombia de Ciclismo en Pista - Oro en Persecución por equipos (junto con Jessica Parra, Milena Salcedo, y Tatiana Dueñas) - Oro en Persecución individual - Juegos Bolivarianos - Oro en Persecución por equipos (junto con Milena Salcedo, Jessica Parra y Tatiana Dueñas) - Bronce en Persecución individual |

### Ruta
2016
- 1 etapa del Tour Femenino de Colombia[3]

2019
- 2.ª en el Campeonato de Colombia Contrarreloj sub-23
- 2.ª en el Campeonato de Colombia de Ciclismo en Ruta sub-23

2020
- 3.ª en el Campeonato de Colombia Contrarreloj

2021
- Vuelta a Boyacá, más 1 etapa

2022
- 3.ª en el Campeonato de Colombia Contrarreloj

2025
- 1 etapa de la Vuelta Femenina a Guatemala